# Felipe Dos Anjos
Felipe Dos Anjos de Paula Gama (Sao Paulo, Brasil, 30 de abril de 1998) es un jugador de baloncesto español, nacido en Brasil, que pertenece al Obradoiro CAB de la Primera FEB. Con 2,18 metros de altura, juega en la posición de pívot.

## Trayectoria
Dos Anjos llegó al Real Madrid en 2012. Tras iniciarse en las categorías inferiores del Real Madrid, ganó notoriedad debido a su altura y fundamentos, participando en varios campeonatos de España y en el torneo Basketball Without Borders. Todavía en edad junior, ganó con el Real Madrid el Torneo de Hospitalet en el que fue elegido MVP. Su participación en los dos torneos del Adidas Next Generation se saldó con 9,9 puntos, 7,3 rebotes y 1,3 tapones. En la temporada 2015-16 jugó en el equipo filial de Liga EBA, donde promedió 9,7 puntos, 7,4 rebotes y 1,4 tapones para 11,9 puntos de valoración. 
Finalizada su etapa de formación, el Real Madrid decide completarla mediante cesiones a diferentes clubes. Así, en verano de 2016 se concreta su cesión al Unión Financiera Oviedo, con el que disputa la LEB Oro y promedia 8.4 puntos y 6 rebotes durante la temporada 2016-17.
En agosto de 2017, es cedido al San Pablo Burgos para debutar en la Liga ACB durante la temporada 2017-18. Su participación fue muy escasa (solo disputó 4 partidos y un total de 16 minutos en toda la temporada), por lo que en la campaña 2019-20 fue cedido al Club Melilla Baloncesto de LEB Oro. En el conjunto norteafricano registró promedios de 8.5 puntos y 5.1 rebotes.
En verano de 2019 separó su camino definitivamente del Real Madrid y firmó con el Chocolates Trapa Palencia, en el que durante la temporada 2019-20 promedia 6,2 puntos, 6 rebotes y 0,7 tapones en 16 minutos de juego.
En julio de 2020, firma con el Bilbao Basket de la Liga Endesa.
El 9 de agosto de 2021, firma por el Movistar Estudiantes de Liga LEB Oro.
El 12 de agosto de 2022 firma por el MoraBanc Andorra de Liga LEB Oro.
El 31 de julio de 2025 firma por el Monbus Obradoiro de la Primera FEB.

## Selección nacional
Durante agosto y septiembre de 2023 fue integrante de la selección de Brasil que participó en el Mundial de 2023 celebrado en Asia, y que finalizó en decimotercer lugar.